# Sylvatest
Sylvatest — это ультразвуковой измерительный прибор, предназначенный для оценки механической прочности деревянных конструкций и деревьев с использованием технологии ультразвукового прохода. Его применяют, в том числе, для сертификации качества древесины и определения её несущих характеристик при строительстве зданий.

## Описание

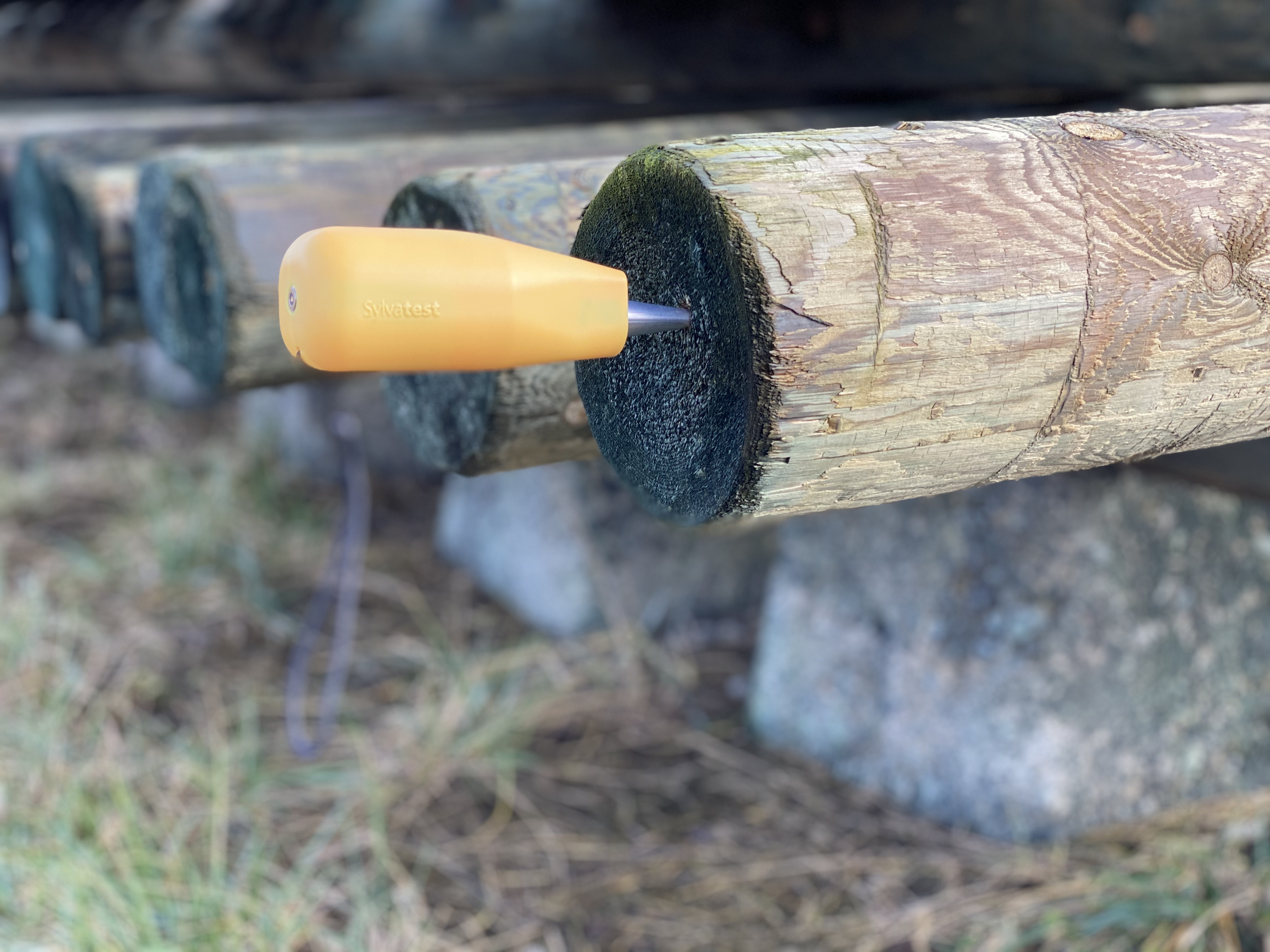
Sylvastest во время работы

Sylvatest регистрирует скорость распространения и степень поглощения энергии ультразвуковой волны, проходящей через древесину. Результат измерения отражает остаточную несущую способность древесины в стволе испытуемого дерева или балки. Это неразрушающие испытания.
Технология была разработана Жаном-Люком Сандосом в рамках его докторской диссертации в Федеральной политехнической школе Лозанны (EPFL) в 1984 году.
С 2022 года новая версия Sylvatest работает с беспроводной передачей сигнала по Bluetooth.

## Использование
Sylvatest используется во многих странах Европы, Азии, а также в Бразилии.

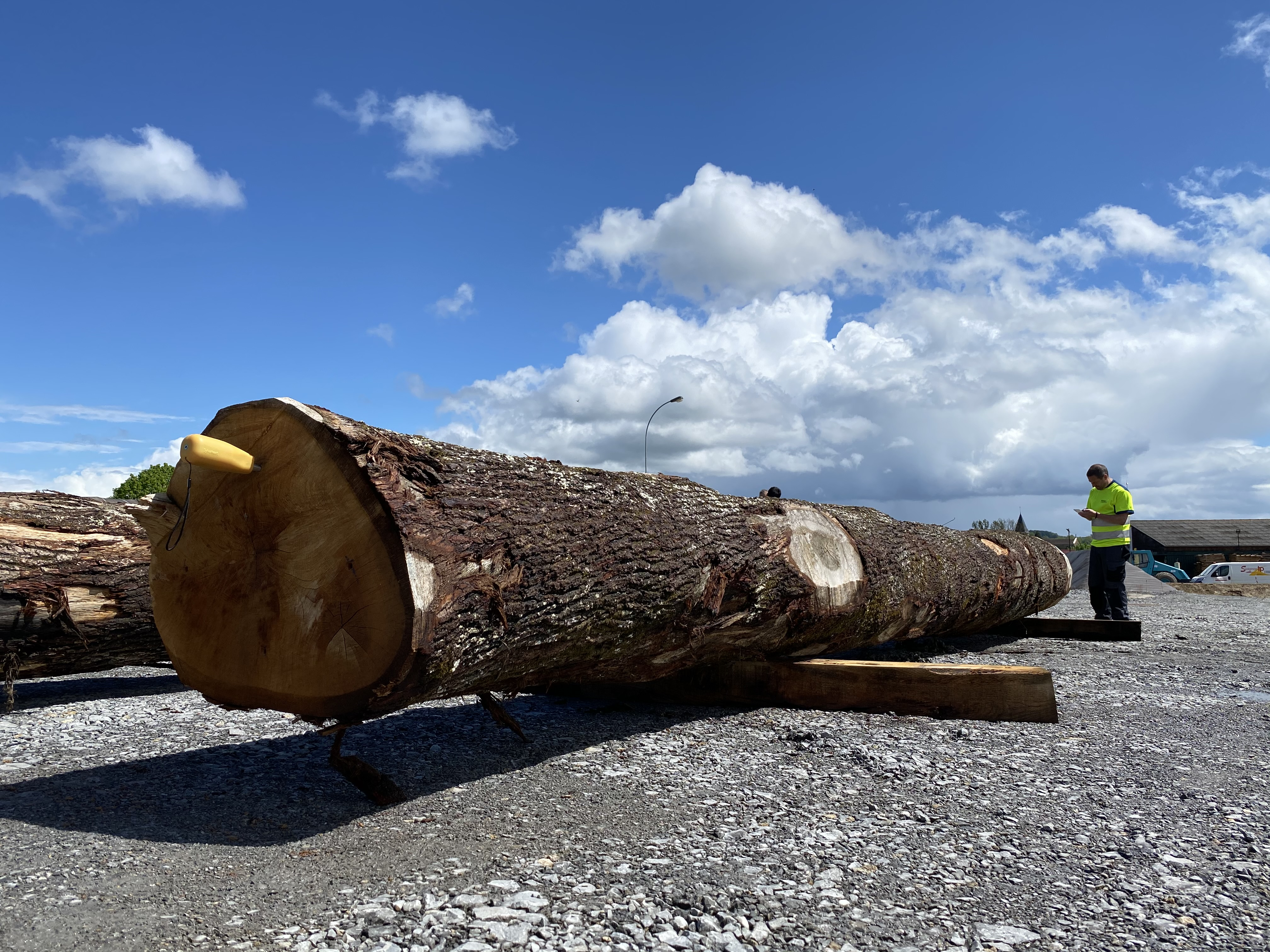
Тест древесины для собора Парижской Богоматери

Его использовали в исторических зданиях, таких как склады генеральных магазинов в Париже, Запретный город в Пекине или балки собора Парижской Богоматери.
Он также применяется для сертификации качества древесины в рамках контролируемых обозначений происхождения, таких как, например, маркировка по географическому или экологическому происхождению, таких как Bois des Alpes или Bois de Chartreuse.
После трагического инцидента с летальным исходом на ледовом катке в Бад-Райхенхалле в 2006 году телеканал ZDF представил оборудование Sylvatest, чтобы подчеркнуть важность профилактического контроля и обслуживания деревянных конструкций.